# Fliegerhorst Eschborn
Der Fliegerhorst Eschborn war von seiner Einrichtung im Jahr 1937 bis zum Ende des Zweiten Weltkriegs und der damit einhergehenden Besetzung durch US-Truppen im Jahr 1945 ein Fliegerhorst der Luftwaffe der Wehrmacht auf der Gemarkung der Stadt Eschborn, gelegen nordwestlich von Frankfurt am Main. Das Gelände des ehemaligen Fliegerhorstes wird seit der seit 1981 stattfindenden Aufforstung für das Arboretum Main-Taunus genutzt.

## Geschichte

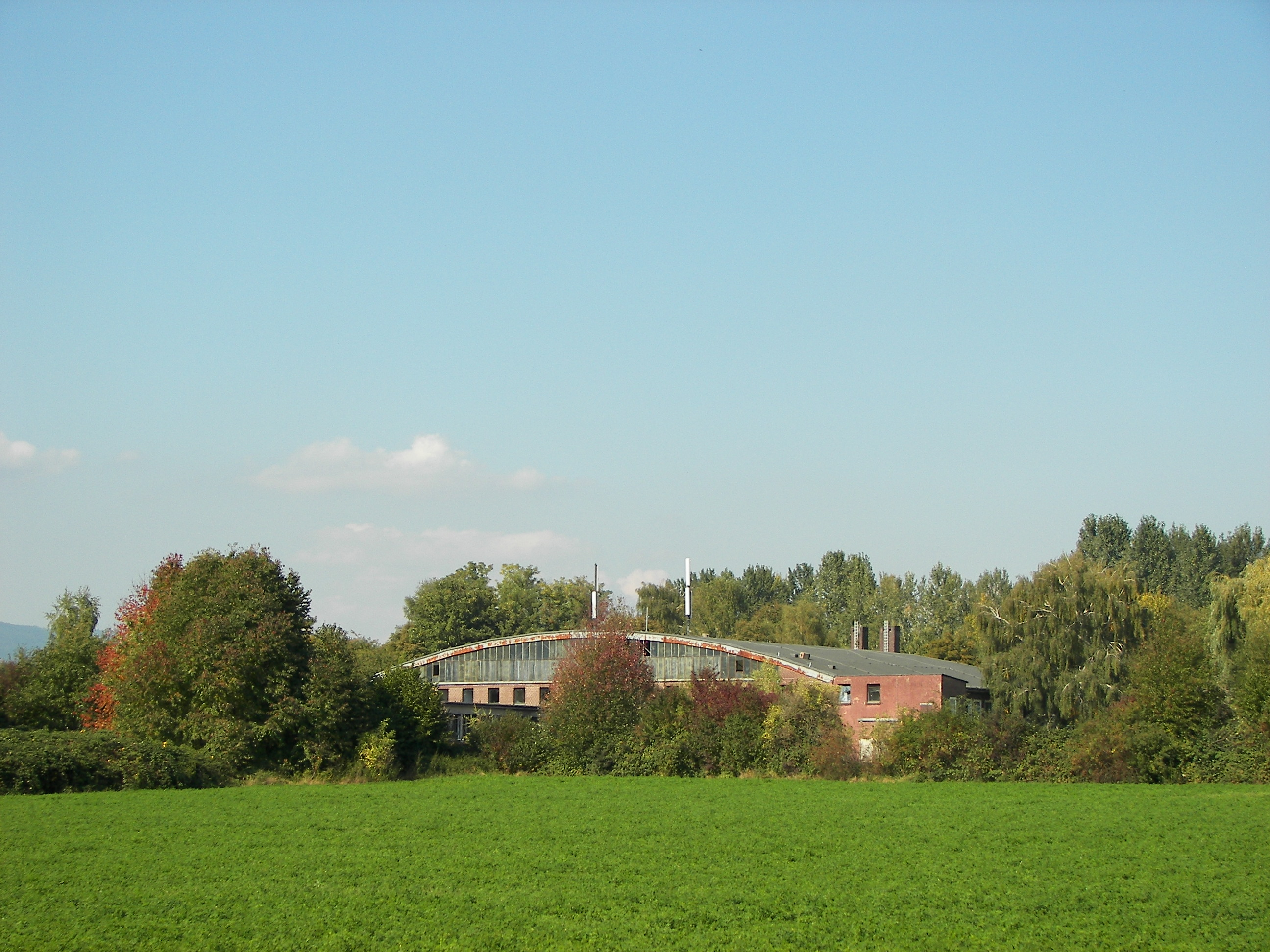
Ehemaliger Flugzeughangar

Der Bau des Fliegerhorstes begann 1937 auf einer Fläche die zuvor landwirtschaftlich genutzt wurde. Es wurden fünf große Hangars und das Gebäude für die Flugleitung westlich einer kreisrunden Grasfläche angelegt. Hier befanden sich weitere Wirtschafts- und Unterkunftsgebäude. Der Fliegerhorst war anfangs mit Lastensegler-Einheiten belegt, die mit dem Lastensegler-Typ DFS 230 ausgestattet waren. Erst im August 1943 kamen reguläre Jagdfliegerverbände nach Eschborn. Die folgende Tabelle zeigt eine Auflistung ausgesuchter fliegender aktiver Einheiten (ohne Schul- und Ergänzungsverbände) der Luftwaffe, die hier zwischen 1937 und 1945 stationiert waren.
| Von            | Bis            | Einheit                                                                   | Ausrüstung              |
| -------------- | -------------- | ------------------------------------------------------------------------- | ----------------------- |
| April 1942     | September 1942 | 4. DFS 230 Staffel                                                        | DFS 230                 |
| April 1942     | September 1942 | 1. (DFS)/Lw.-Kdo. Don (1. Lastenseglerstaffel des Luftwaffenkommando Don) | DFS 230                 |
| August 1943    | September 1943 | II./JG 27 (II. Gruppe des Jagdgeschwaders 27)                             | Messerschmitt Bf 109G-6 |
| März 1944      | Mai 1944       | I./JG 53                                                                  | Messerschmitt Bf 109G-6 |
| Mai 1944       | Juni 1944      | Teile der I./JG 301                                                       | Messerschmitt Bf 109G-6 |
| September 1944 | September 1944 | II./JG 2                                                                  | Messerschmitt Bf 109G-6 |

### Nach dem Krieg
Am 29. März 1945 besetzten US-Streitkräfte den Fliegerhorst, die ihn ab dem 30. März instand setzten. Sandbleche (Pierced Steel Planking) wurden über die beschädigte Beton-Landebahn gelegt und der Platz durch weitere Reparaturen ab dem 7. April gebrauchsfähig gemacht. Die offizielle Bezeichnung für den Flugplatz lautete Advanced Landing Ground ALG Y-74 Frankfurt/Eschborn.
Anschließend stationierte die USAAF ab 8. April 1945 die 367th Fighter Group und die 371th Fighter Group mit Republic P-47 Thunderbolt auf dem Platz. Auch durch Transportflugzeuge des Typs Douglas DC-3/C-47 wurde Eschborn häufig genutzt. Im Juli 1945 wurde der Flugplatz an die US Army übergeben.
Zunächst bis 1947 war der Platz noch als Flugfeld für die US-amerikanischen Streitkräfte in Betrieb. Hier befand sich jetzt ein Air Force Logistics Command, das die Hangars als Lager nutzte. Ab Mitte der 1950er Jahre befand sich hier das Camp Eschborn, in dem Pioniereinheiten der US-Army lagen. Der Flugplatz wurde nur noch für Leichtflugzeuge und Hubschrauber der US Army genutzt.

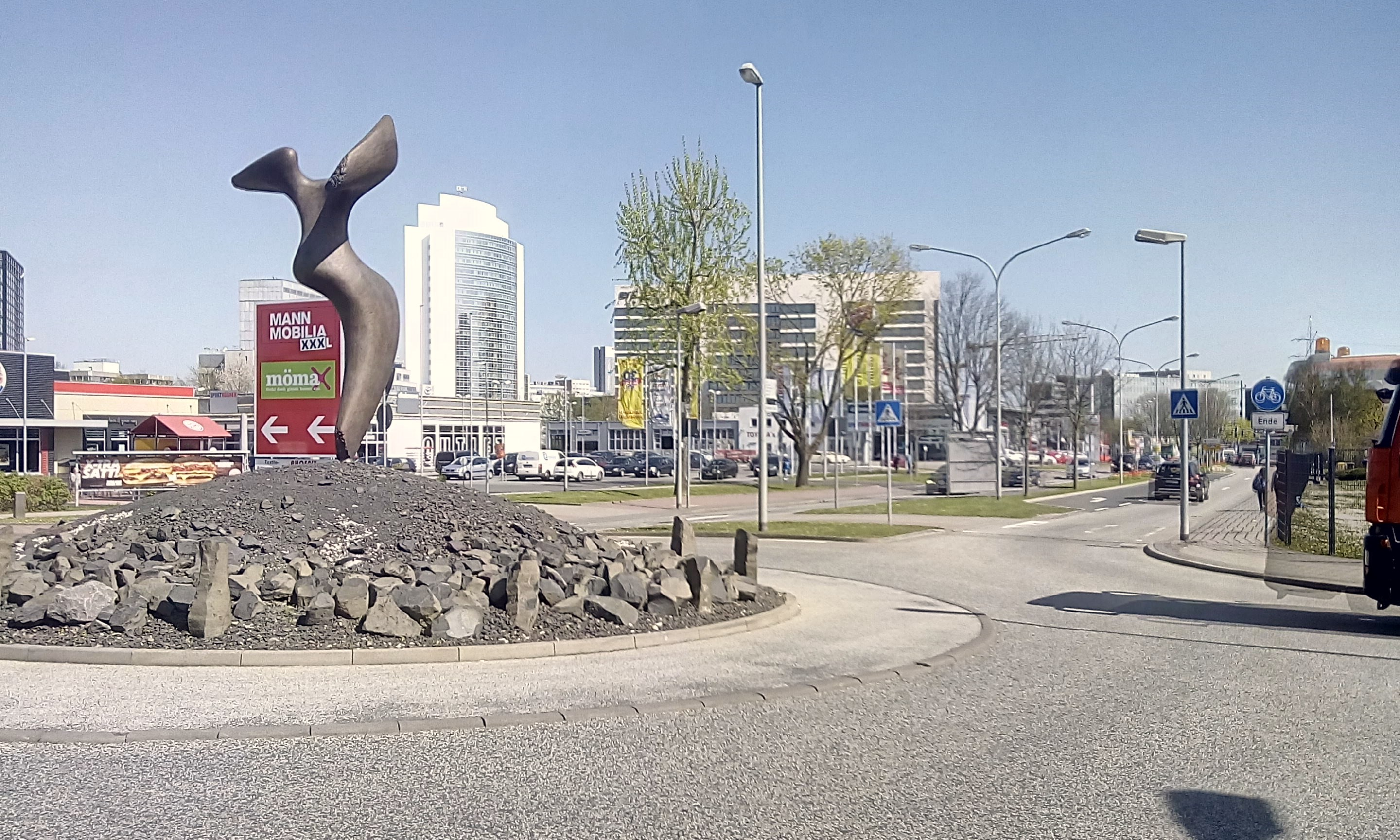
Das Gewerbegebiet Camp Phoenix-Park umfasst 24 ha und liegt direkt an der Autobahn A66. Im Vordergrund die Skulptur Phoenix von Oliver Ritter im Zentrum des Kreisverkehrs der Elly-Beinhorn-Straße.

Im Jahr 1992 zogen die US-Streitkräfte endgültig aus Eschborn ab.
Im Jahre 1981 erwarb das Land Hessen die frei zugänglichen 76 Hektar, um sie als Ersatzaufforstung im Rahmen der Eingriffsregelung für die Erweiterung des Flughafens Frankfurt durch die Startbahn West zu bepflanzen. Im Arboretum Main-Taunus wachsen rund 600 verschiedene Baum- und Straucharten. Ein anderer Teil des Areals wurde für die Erschließung des Gewerbegebiets Camp-Phoenix-Park genutzt.

## Zwischenfälle
Zumindest vom Mai 1945 bis Oktober 1946 kam es am Fliegerhorst Eschborn zu mindestens 6 Flugunfällen. Darunter war auch ein Transportflugzeug des Typs Douglas DC-3/C-47A-20-DL (Luftfahrzeugkennzeichen 42-23466) der United States Army Air Forces (USAAF), das am 18. September 1945 beim Start verunglückte und irreparabel beschädigt wurde.

## Altlasten
Auf dem Gelände führte die Firma MuP Umwelttechnik bis 2024 eine biologische In-situ Sanierung durch. Auf dem ehemaligen Fliegerhorst Eschborn, später „US‑Camp Eschborn“ wurden im Bereich des ehemaligen Flugbenzintanks sowie im Abstrom eines Ölabscheiders hohe Belastungen mit aromatischen Kohlenwasserstoffen (BTEX), Mineralölkohlenwasserstoffen (MKW), polycyclischen aromatischen Kohlenwasserstoffen (PAK) und leichtflüchtigen halogenierten Kohlenwasserstoffen (LHKW) in Boden und Grundwasser festgestellt. Seit Abschluss der biologische In-situ Sanierung wird das Grundwasser weiter beprobt & kontrolliert.
Neben chemischen Belastungen durch Kraftstoffe finden sich im Umfeld des ehemaligen Fliegerhorsts etliche Munitionsreste im Untergrund. Bei Bauarbeiten im Gewerbegebiet ist daher ständig ein Feuerwerker zur Beobachtung vor Ort. Die Baugrube wird durch Splitterschutzwände abgeschirmt. Der Aushub wird auf einem separaten geschützten Gelände untersucht.